# 9407 Kimuranaoto
9407 Kimuranaoto eller 1994 WS3 är en asteroid i huvudbältet som upptäcktes den 28 november 1994 av den japanska astronomen Satoru Otomo i Kiyosato. Den är uppkallad efter Naoto Kimura.